# Elisabeth Niggemann

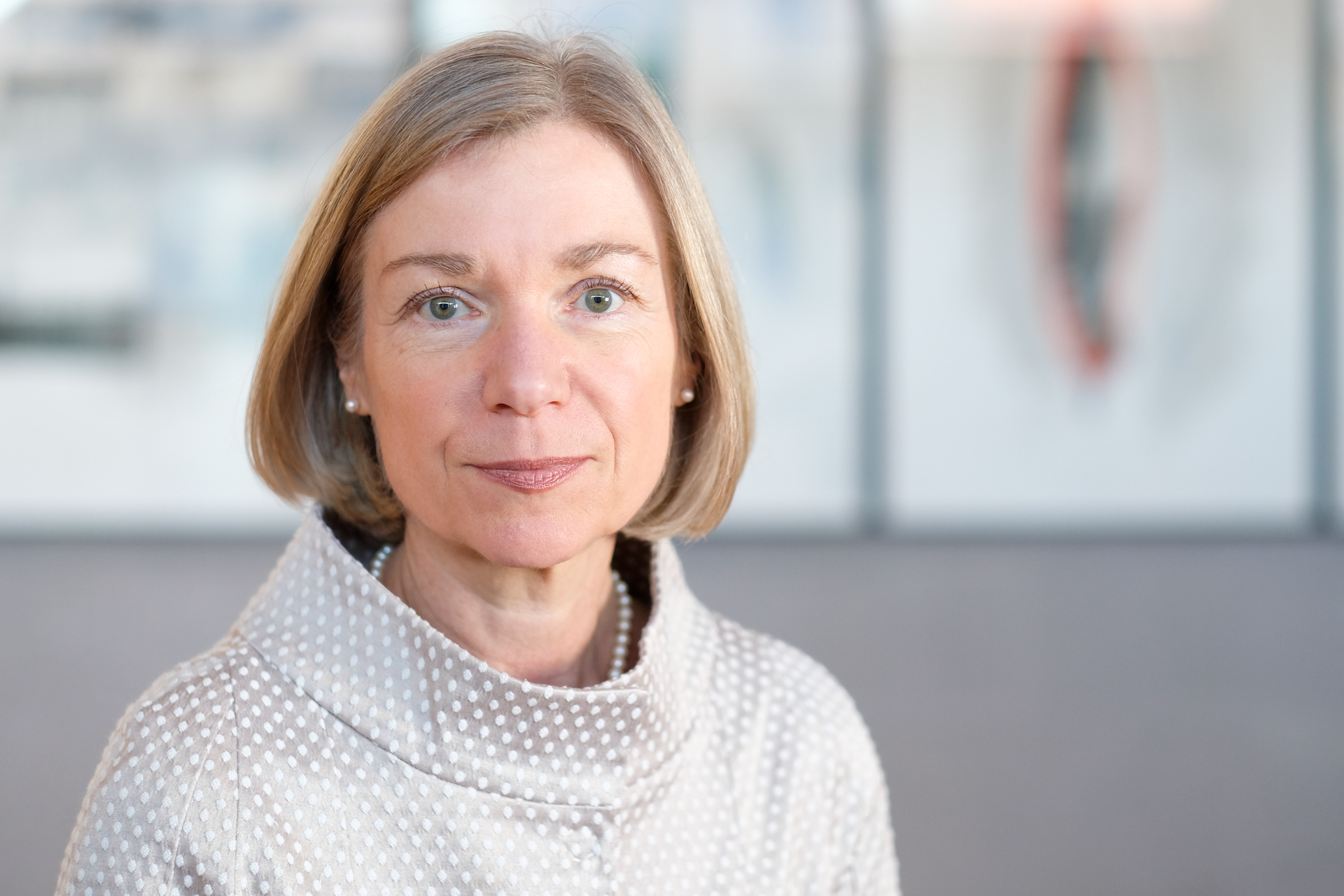
Elisabeth Niggemann

Elisabeth Niggemann (* 2. April 1954 in Dortmund) ist eine deutsche Biologin und Bibliothekarin. Sie war von 1999 bis 2019 Generaldirektorin der Deutschen Nationalbibliothek.

## Leben
Nach dem Abitur 1972 studierte Elisabeth Niggemann Biologie und Anglistik, erhielt 1978 das Diplom in Biologie und wurde 1982 zur Dr. rer. nat. promoviert. 1985 legte sie das Erste Staatsexamen in Anglistik für das Lehramt der Sekundarstufe II ab. Die Laufbahnprüfung des höheren Bibliotheksdienstes folgte 1987. Im selben Jahr wurde sie Leiterin des Dezernats Erwerbung an der Deutschen Zentralbibliothek für Medizin in Köln; sie war zudem Fachreferentin für  das Fach Medizin. 1991 wurde sie in das Ministerium für Wissenschaft, Forschung und Kultur des Landes Brandenburg abgeordnet. Dort leitete sie das Referat „Wissenschaftliche Bibliotheken“. 1994 wurde sie Direktorin der Universitäts- und Landesbibliothek Düsseldorf in der Nachfolge von Günter Gattermann. Daneben hatte sie von 1990 bis 1995 im Studiengang Informationswissenschaften Lehraufträge an der Heinrich-Heine-Universität Düsseldorf.
Niggemann wurde 1999 in Nachfolge von Klaus-Dieter Lehmann zur Generaldirektorin der Deutschen Nationalbibliothek berufen. Sie war von 2005 bis 2011 Vorsitzende der Konferenz der Europäischen Nationalbibliothekare (CENL), von 2007 bis 2011 Vorsitzende der European Digital Library Foundation und 2010/2011 Mitglied der von der Europäischen Kommission eingesetzten Reflexionsgruppe zur Digitalisierung.
Ihr Nachfolger mit Wirkung vom Januar 2020 ist Frank Scholze.

## Ehrungen
- 2009: Julius-Campe-Preis
- 2018: Chevalier des Arts et Lettres der Republik Frankreich[2]
- 2019: Verdienstkreuz 1. Klasse;[3] Förderin des Buches des Börsenvereins des Deutschen Buchhandels[4]

## Schriften (Auswahl)
- Macht wird uns oft erst bewusst, wenn sie fehlt. In: Maybrit Illner (Hg.): Frauen an der Macht. 21 einflussreiche Frauen berichten aus der Wirklichkeit. Hugendubel, Kreuzlingen, München 2005, S. 129–134.
- „Das Schwarze Loch“ des 20. Jahrhunderts oder Wie bringt man Kultur und Wissenschaft in das Bewusstsein einer Suchmaschinen-Informationsgesellschaft? In: Parallelwelten des Buches. Beiträge zu Buchpolitik, Verlagsgeschichte, Bibliophilie und Buchkunst. Harrassowitz, 	Wiesbaden 2008, S. 155–165.
- Die Deutsche Nationalbibliothek und die Archivierung des Internet. In: Fokus Medienarchiv. Reden – Realitäten – Visionen 1999 bis 2009. Lit, Berlin u. Münster, 2010, S. 169–178.
- Neues Leben für vergriffene Werke. Der Lizenzierungsservice der Deutschen Nationalbibliothek für vergriffene Werke (VW-LiS). In: Paul Klimpel (Hg.): Mit gutem Recht erinnern. Hamburg University Press, Hamburg 2018, S. 97–111.